# 小行星4158
小行星4158（英語：4158 Santini）是一颗围绕太阳公转的小行星。1989年1月28日，Osservatorio San Vittore在博洛尼亚发现了此天体。
这颗小行星的绝对星等为255.71629等。